# Werne Núñez
Werne Jorge Javier Núñez Bustos (Santiago, Chile, 2 de noviembre de 1973) es un periodista y presentador de televisión y radio chileno. Actualmente ejerce como director de la radioemisora La Metro FM.

## Biografía
Fue editor del suplemento Zona de Contacto de El Mercurio, y redactor en las revistas Sábado y Domingo en Viaje del mismo diario. Publicó sus crónicas en revistas Fibra, Blank, Paula, Playboy de México y Gatopardo de Colombia, entre otras. Trabajó en Las Últimas Noticias. Autor de los libros Poesía Hip-Hop y Crónicas de un subnormal para gente inteligente.
Fue editor general del área infantil de Canal 13 y creador de la serie Pulentos. Trabajó en programas como La última tentación de Chilevisión, Exijo una explicación de TVN y Caiga quien caiga de Mega. Condujo el late Bendito lunes en  13C y fue panelista en Sigamos de largo de Canal 13.
Además, ha conducido programas radiales como La venganza del pudú, El ciempiés, Un país generoso y Mi mejor lugar del mundo, entre otros, con los que ha llegado al #1 de audiencia nacional en sus horarios.